# Yutaro Oda
Yutaro Oda (en japonés: 小田 裕太郎, Oda Yūtarō; Sumoto, Hyogo, 12 de agosto de 2001) es un futbolista japonés que juega como delantero en el Shonan Bellmare de la J1 League.

## Trayectoria

### Heart of Midlothian
El 10 de enero de 2023 fichó por el club Scottish Premiership Heart of Midlothian por una cantidad no revelada en un acuerdo de tres años y medio. El 18 de enero hizo su debut, saliendo como suplente en el minuto 85, en la victoria por 5-0 contra el Aberdeen. En el último partido de la temporada contra el rivals Hibernian, Oda marcó su primer gol con el Heart of Midlothian, en un empate a uno. Al final de la temporada 2022-23, disputó trece partidos y marcó un gol en todas las competiciones. Más tarde, reflexionó sobre sus primeros seis meses en el club, afirmando que se había adaptado a establecerse en Escocia durante "dos o tres meses".